# Aplysilla longispina
Aplysilla longispina är en svampdjursart som beskrevs av George och Wilson 1919. Aplysilla longispina ingår i släktet Aplysilla och familjen Darwinellidae. Inga underarter finns listade i Catalogue of Life.